# SG Essen-Schönebeck
Maillots
Actualités
Le SG Essen-Schönebeck, couramment abrégé en « SGS Essen », est un club allemand de football féminin situé à Essen dans le Land de Rhénanie-du-Nord-Westphalie en Allemagne. 
Le club est issu d'une fusion, en 2000 entre le VfB Borbeck et le SC Grün-Weiß Schönebeck. Le SG Essen-Schönebeck joue en Bundesliga depuis 2004.

## Histoire
- 21 mars 1973 : Fondation d'une section féminine au sein du club de SC Grün-Weiß Schönebeck
- 2000 : fusion avec VfB Borbeck, le club se nomme  SG Essen-Schönebeck
- 2004 : Montée en Bundesliga
- 2007 : Demi finaliste de la Coupe d'Allemagne
- 2014 : Finaliste de la Coupe d'Allemagne.
- 2020 : Finaliste de la Coupe d'Allemagne.

## Palmarès
- Coupe d'Allemagne
  - Finaliste (2) : 2014 et 2020

## Bilan par saisons
Bilan du SGS Essen en Bundesliga et en Coupe d'Allemagne
| Saison  | Ligue      | Place | Coupe d'Allemagne |
| ------- | ---------- | ----- | ----------------- |
| 2004/05 | Bundesliga | 10    | 1/4 f             |
| 2005/06 | Bundesliga | 6     | 2e tour           |
| 2006/07 | Bundesliga | 6     | Demi-finale       |
| 2007/08 | Bundesliga | 7     | 2e tour           |
| 2008/09 | Bundesliga | 5     | 1/4 f             |
| 2009/10 | Bundesliga | 10    | Demi-finale       |
| 2010/11 | Bundesliga | 9     | 1/4 f             |
| 2011/12 | Bundesliga | 5     | 2e tour           |
| 2012/13 | Bundesliga | 6     | 2e tour           |
| 2013/14 | Bundesliga | 6     | Finaliste         |
| 2014/15 | Bundesliga | 5     | 1/8e              |
| 2015/16 | Bundesliga | 5     | 1/8e              |
| 2016/17 | Bundesliga | 6     | 1/8e              |
| 2017/18 | Bundesliga | 5     | Demi-finale       |
| 2018/19 | Bundesliga | 4     | 1/8e              |
| 2019/20 | Bundesliga | 5     | Finaliste         |
| 2020/21 | Bundesliga | 8     | 2e tour           |
| 2021/22 | Bundesliga | 10    | 1/4 f             |
| 2022/23 | Bundesliga | 7     | 1/4 f             |
| 2023/24 | Bundesliga | 4     | Demi-finale       |